# Wodiane (hromada Wilchuwatka)
Wodiane (ukr. Водяне) – wieś na Ukrainie, w obwodzie charkowskim, w rejonie kupiańskim, w hromadzie Wilchuwatka. W 2001 liczyła 124 mieszkańców.